# Lars Lang
Lars Lang, född 10 december 1711 i Ströms församling, död 25 oktober 1772 i Luleå, var en svensk präst.

## Biografi
Lars Lang föddes 1711 i Ströms församling i Jämtland enligt uppgift på gravstenen. Han var son till komministern Erik Lang. Efter genomgångna skolstudier skrevs han in som student vid Uppsala universitet 14 april 1729. Under fem års tid tjänstgjorde han som informator hos sin senare svärfar, kyrkoherden Anders Hilleström på Väddö, där han undervisade dennes son Jacob Erik Hilleström. Lang promoverades till filosofie magister i Uppsala 30 juni 1737.
Han kallades till extra ordinarie predikant vid Kungliga livgardet av överste Otto Wrangel, och prästvigdes efter egen ansökan i Uppsala den 2 april 1740. År 1746 utsågs han till rektor vid Sankta Clara skola i Stockholm, men avgick från denna tjänst den 23 april 1750. I skolmatrikeln skrev han då: Att jag tog emot en förfallen skola och upprättat henne så mycket min korta tid tillåtit, vet min Gud bäst. Det lofordet måste ock var ovederhäftig man lämna mig.
År 1749 utnämndes han till regementspastor vid Kungliga livgardet, en befattning han tillträdde 1750. Efter en del stridigheter kring valförslaget efter kyrkoherden Jacob Arendtsson Renmarck erhöll Lang kunglig fullmakt som kyrkoherde i Luleå pastorat år 1758, trots att han inte stod på förslaget. Han utnämndes till prost 1761 och kontraktsprost 1765. Lang avled 1772.

### Familj
Lars Lang gifte sig 30 november 1740 med Elsa Margareta Hilleström (1717–1782), dotter till prosten och kyrkoherden Anders Hilleström i Väddö och Eriana Frondin. De fick tillsammans barnen Erika Johanna Magdalena Lang (1741–1803), som var gift med förste lantmätaren Olof Clausén i Håkansö, Margareta Catharina Lang (1744–1802), som var gift med prosten Theophilus Gran i Piteå, Charlotta Ulrika Lang (född 1746), som var gift med regementsskrivaren Johan J:son Thalin,  Hedvig Maria Lang (1748–1775) som var gift med skolmästaren Jacob Eurenius i Torneå, senare kyrkoherde i Umeå, Elsa Sophia Lang (född 1750) som var gift med komministern Nils Björk i Burträsk, komministern Anders Gustaf Lang (1752–1808) i Tåsjö församling, Eva Lisa Lang (1755–1840) och komministern Adolf Ulrik Lang (född 1758) i Överkalix församling.